# Park Narodowy Yaguas
Park Narodowy Yaguas (hiszp. Parque nacional Yaguas) – park narodowy w Peru położony w regionie Loreto (prowincje Maynas i Mariscal Ramón Castilla). Został utworzony 10 stycznia 2018 roku na bazie istniejącego od 2011 roku rezerwatu przyrody. Zajmuje obszar 8689,28 km².

## Opis
Park znajduje się na Nizinie Amazonki, przy granicy z Kolumbią, między rzekami Amazonka i Putumayo, w dorzeczu rzeki Yaguas. Całość parku pokrywa dziewicza puszcza amazońska. Sąsiaduje on z parkami narodowymi Río Puré, Cahuinari i Amacayacu w Kolumbii i dwoma rezerwatami w Peru. Umożliwia to swobodne przemieszczanie się dzikich zwierząt w puszczy między Peru, Kolumbią i Brazylią. Park powstał m.in. dzięki rdzennej ludności zamieszkującej brzegi rzek Putumayo i Yahuas, która domagała się większej ochrony tego obszaru przed przypadkami nielegalnego wyrębu puszczy. W parku żyją niewielkie grupy rdzennej ludności. Flora i fauna nie została dokładnie zbadana.
Klimat równikowy. Średnia roczna temperatura wynosi +25,4 °C.

## Flora
Do 2019 roku w parku zinwentaryzowano ponad 3000 gatunków roślin, w tym 9 gatunków nowych dla nauki z rodzajów afelandra, kalatea, Carpotroche, Mayna, okolnica, Pausandra i Palmorchis.

## Fauna
Do 2019 roku w parku odnotowano 500 gatunków ptaków, 160 gatunków ssaków, 337 gatunków ryb, 110 gatunków płazów i 100 gatunków gadów. Odkryto 8 nowych gatunków ryb z rodzajów Ituglanis, Centromochlus, Mastiglanis, Batrochoglanis, Ancistrus, Ammocryptocharax, Characidium i Synbranchus, 3 nowe gatunki płazów i 1 gatunek ptaków z rodzaju Herpsilochmus (jeszcze nie opisany).
Ssaki żyjące w parku to zagrożona wyginięciem (EN) arirania amazońska, narażone na wyginięcie (VU) zębolita olbrzymia, wełniak brunatny, manat rzeczny, mrówkojad wielki, tapir amerykański i pekari białobrody, a także m.in.: jaguar amerykański, ocelot wielki, puma płowa, wilczek krótkouchy, hirara amerykańska, mazama ruda.
Z ptaków występują w parku m.in.: słonecznica, czubacz brzytwodzioby, czubacz białosterny, cynamotyranik, białobrzeżek czarnogłowy, łuskoczubek hełmiasty.
Gady i płazy występujące w parku to narażone na wyginięcie (VU) żabuti leśny i Podocnemis unifilis, a także m.in.: kajman czarny.
W parku żyje jedna z największych słodkowodnych ryb świata – Arapaima.